# 피셔맨스워프 (샌프란시스코)

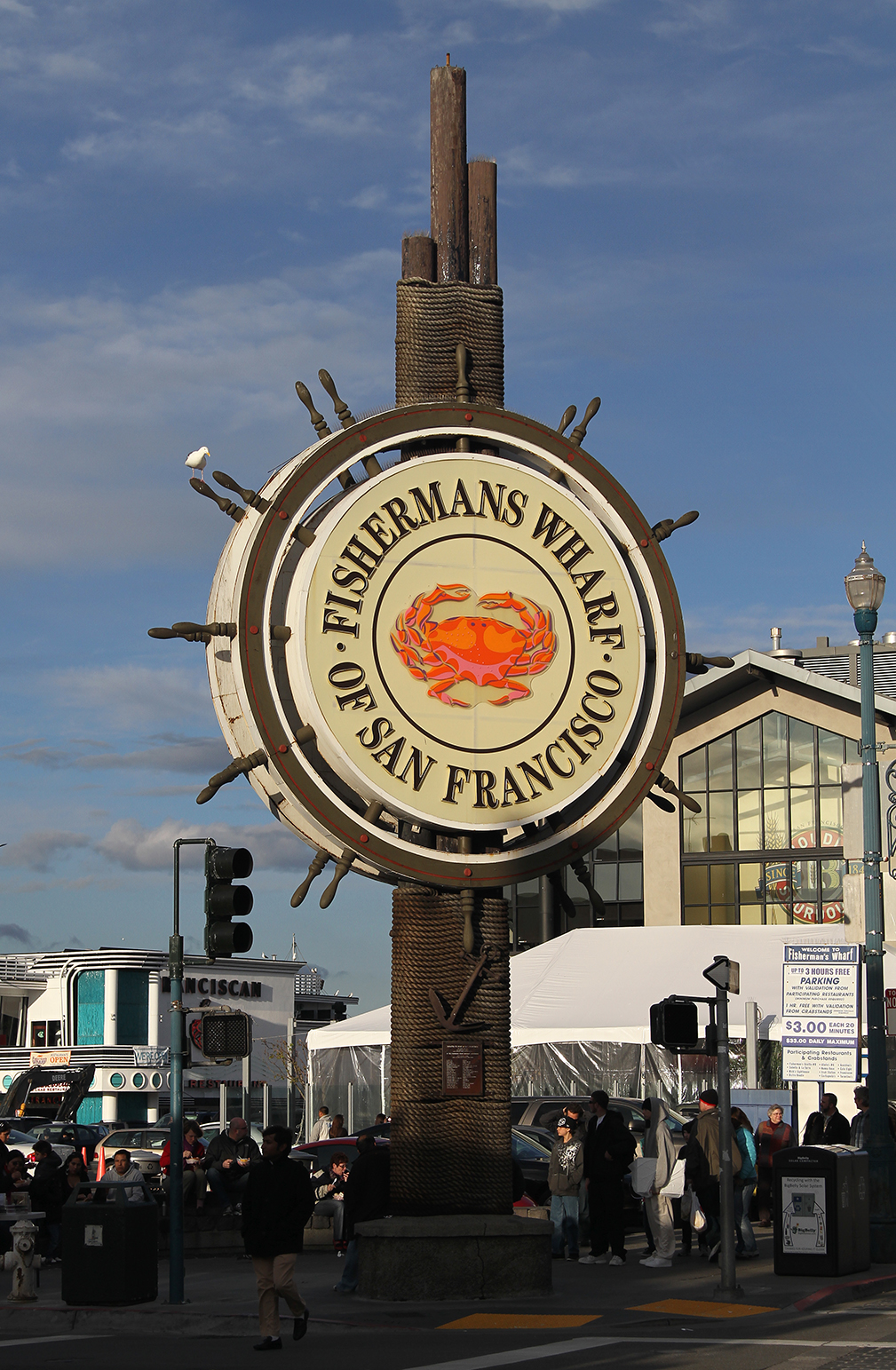
피셔맨스워프

피셔맨스워프(Fisherman's Wharf)는 미국 캘리포니아 샌프란시스코에 있는 관광지이다. 대략적으로는 샌프란시스코 해안 북부, 기라델리 광장과 밴 네스 애비뉴 동쪽에서 피어 35과 키어니 거리까지를 가리킨다.

## 같이 보기
- 피어 39
- 레드 & 화이트 플리트